# Pescopennataro
Pescopennataro è un comune italiano di 231 abitanti della provincia di Isernia in Molise. Fa parte dell'associazione Borghi autentici d'Italia. Fino al 1790 è stato parte integrante del Giustizierato d'Abruzzo, dell'Abruzzo Citeriore, del Regno di Napoli e del Regno delle Due Sicilie.

## Geografia fisica
La roccia sulla quale è posto il paese è composta di arenaria, calcare compatto e argilla, con grafite ed ocre gialle e rosse che danno colore alla pietra.

## Origini del nome
In origine era denominato "Castrum Peschi Pignatari", ossia "fortezza che affiora dal terreno", con "Pignatari" che contraddistinguerebbe le conifere presenti nel territorio.
Successivamente, come per molti altri centri abitati, si è avuta la perdita del sostantivo "Castrum" e la trasformazione della nasale palatale -gn- nella nasale sorda intensa -nn-, con apertura in e della vocale i.

## Storia
- 571 – fondazione del paese da parte dei Longobardi;
- 961-1024 – in questo periodo il feudo segue le varie vicissitudini della politica gestita dagli ottoniani di casa Sassonia;
- 1028 – a partire da tale anno il paese assume la denominazione di "Pesclo Pignatario", perdendo così il sostantivo "Castrum";
- 1654 – viene edificata la chiesa madre;
- 1773 – il paese conta 12 chiese o piccole cappelle insieme ad una congrega;
- 26 luglio 1805 – il terremoto con epicentro nel Matese provoca molti danni in paese, con un numero imprecisato di morti e feriti anche nei comuni limitrofi;
- 1º maggio 1816 – Pescopennataro diviene comune autonomo;
- 1º gennaio 1883 – viene inaugurata la strada[Istonio-sangrina] che da Agnone porta a Castel di Sangro;
- 27 novembre 1894 – avvelenamenti di acqua potabile portano a casi di morte da tifo;
- 24 maggio 1915 – partono molti abitanti di Pescopennataro per il fronte della prima guerra mondiale;
- 16 novembre 1943 – Pescopennataro è distrutta da un incendio innescato dai nazisti;
- 1950 – viene restaurata la chiesa madre.

### Simboli
Lo stemma e il gonfalone del comune di Pescopennataro sono stati concessi con decreto del presidente della Repubblica n. 3588 dell'11 ottobre 1983. Il gonfalone è costituito da un drappo azzurro.

## Monumenti e luoghi d'interesse

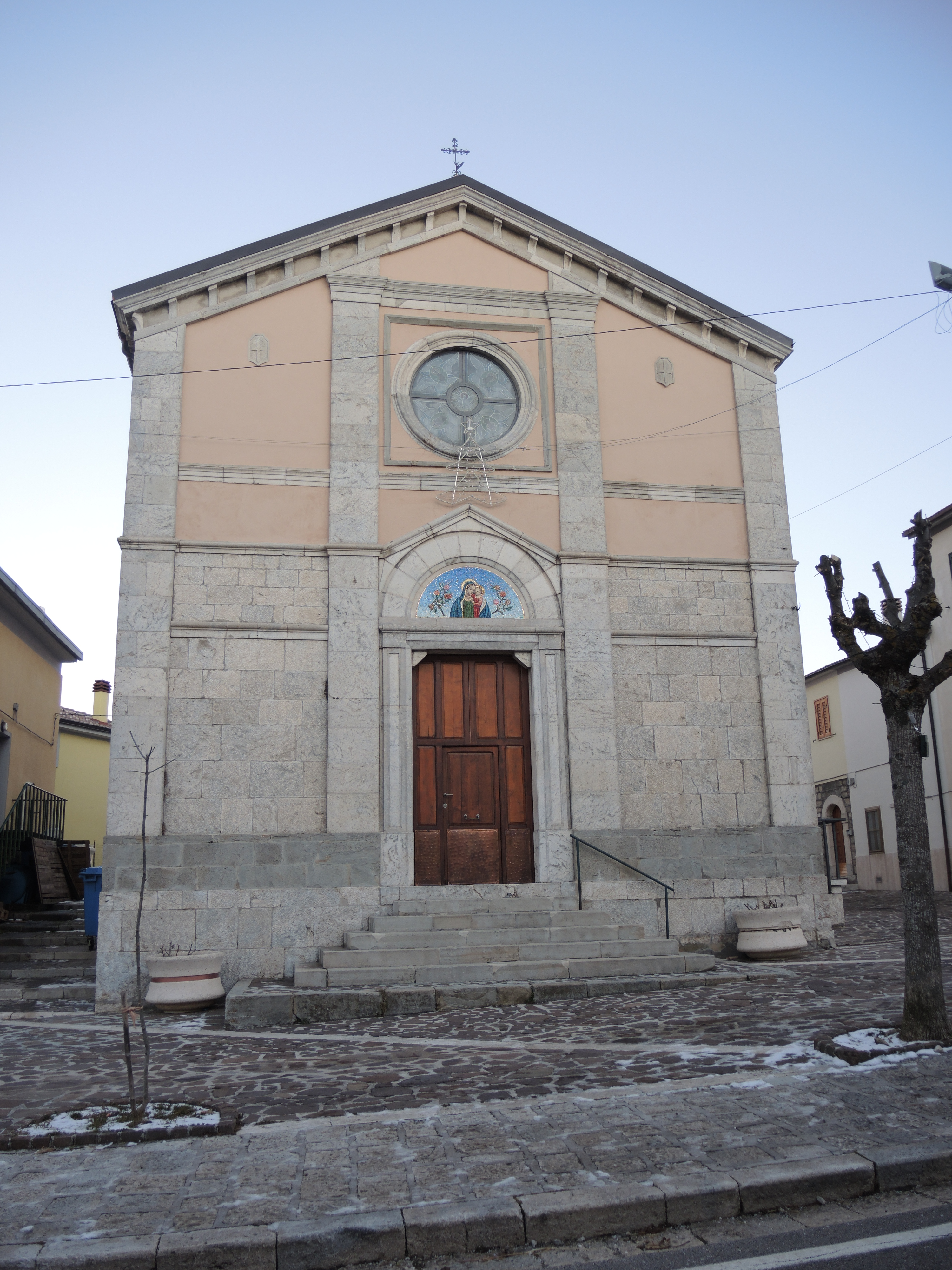
Chiesa della Madonna delle Grazie

- Chiesa madre di San Bartolomeo apostolo: chiesa datata 1654, ricostruita nel XX secolo dopo le distruzioni delle due guerre mondiali. Al suo interno contiene l'altare maggiore con l'annesso tabernacolo in legno, sei altari minori laterali, un pulpito ligneo, un organo e un'acquasantiera;
- Chiesa della Madonna delle Grazie;
- Fontana di Piazza del Popolo: fontana pubblica costruita nel 1762 dallo scalpellista locale Nicola Di Lallo[11];
- Parco di Pinocchio: realizzato nel 2009 all'interno del "Bosco dell'impero", comprende sculture rappresentanti momenti della vita del protagonista del romanzo di Carlo Collodi.

## Società

### Evoluzione demografica
Abitanti censiti

## Cultura

### Musei
In paese vi è il museo della pietra Chiara Marinelli.

## Amministrazione
| Periodo         | Periodo         | Primo cittadino  | Partito                        | Carica  | Note  |
| --------------- | --------------- | ---------------- | ------------------------------ | ------- | ----- |
| 18 giugno 1985  | 30 giugno 1990  | Antonio Sciulli  | Democrazia Cristiana           | Sindaco | [ 1 ] |
| 30 giugno 1990  | 21 gennaio 1993 | Sabatino Rosato  | Partito Socialista Italiano    | Sindaco | [ 1 ] |
| 21 gennaio 1993 | 24 aprile 1995  | Luca Monaco      | Partito Socialista Italiano    | Sindaco | [ 1 ] |
| 24 aprile 1995  | 14 giugno 1999  | Edoardo Falcione | Lista civica di centro         | Sindaco | [ 1 ] |
| 14 giugno 1999  | 14 giugno 2004  | Sabatino Rosato  | Lista civica                   | Sindaco | [ 1 ] |
| 14 giugno 2004  | 27 maggio 2019  | Pompilio Sciulli | Lista civica Uniti con l'abete | Sindaco | [ 1 ] |
| 27 maggio 2019  | 9 giugno 2024   | Carmen Carfagna  | Lista civica Uniti con l’abete | Sindaco |       |
| 9 giugno 2024   | in carica       | Pompilio Sciulli | Lista civica Pesco nel cuore   | Sindaco |       |